# Triphosa rubrifusa
Triphosa rubrifusa là một loài bướm đêm trong họ Geometridae.